# 出入域システム
出入域システム（しゅつにゅういきシステム、英語: Entry-Exit System、短縮形EES）は、欧州連合が2020年にシェンゲン圏の対外国境での稼働を予定している、対外国境管理を増強するためのシステム。
EES導入の目的は正確かつ迅速な出入国審査、不法滞在者の特定を容易にすること、重大犯罪の捜査への活用という3点となっている。EESが導入された後、シェンゲン圏域外国からの渡航者の氏名、生年月日、国籍、性別、顔写真、指紋（査証免除国のみ）、旅券の番号、発行国、有効期限、出入域の日時および場所、入域拒否の場合は日時、場所、担当当局名、理由はデータベースに記録され、シェンゲン圏加盟国の国境警備当局、法執行当局、そして欧州刑事警察機構がこれらの情報にアクセスできるようになっている。データ保管期間は不法滞在者に関する情報が5年、それ以外の情報が3年となっている。
また、導入後は出入国スタンプが省略される。
2013年2月に最初の規則案が欧州委員会より公表され、2016年4月6日に修正規則案が公表された後、2017年11月30日に規則が制定され、12月9日に公布、12月29日に施行された。